# Kościół Matki Bożej Królowej Polski w Nowogródku Pomorskim
Kościół Matki Bożej Królowej Polski w Nowogródku Pomorskim – rzymskokatolicki kościół parafialny w Nowogródku Pomorskim, w gminie Nowogródek Pomorski, w powiecie myśliborskim, w województwie zachodniopomorskim. Należy do dekanatu Myślibórz archidiecezji szczecińsko-kamieńskiej.

## Historia, architektura i wyposażenie
Kościół znajduje się w centralnej części wsi, dawniej miasta. Został wzniesiony w końcu XIII stulecia z kostki granitowej. Ówczesna budowla nie posiadała prezbiterium, reprezentowała typ kościoła salowego. Uległa zniszczeniu na początku XVIII stulecia. Została odbudowana w 1752 roku, jednocześnie nad zachodnią fasadą, została dobudowana wieża o konstrukcji szachulcowej oraz zakrystia. Została również zmieniona całkowicie forma okien poprzez wprowadzenie szerokich otworów, odcinkowo zamkniętych. W XIX stuleciu do zachodniej i południowej fasady zostały dobudowane małe kruchty. Pod względem stylu jest to kościół wczesnogotycki z elementami stylu barokowego na oknach i wieży. Budowla posiada trzy nawy, nawa główna nakryta jest podwyższonym sklepieniem pseudokolebkowym, natomiast nawy boczne nakryte są stropem belkowym w sklepieniu lunety. Do wyposażenia należą m.in.: ołtarz w stylu neobarokowym z XIX stulecia oraz chrzcielnica w stylu neogotyckim również z tego samego wieku. W dniu 2 lutego 1947 roku świątynia została poświęcona jako katolicka.